# Røkland (stacja kolejowa)
Røkland – kolejowy przystanek osobowy w Røkland, w regionie Nordland w Norwegii, jest oddalony od Trondheim o 634,44 km. Jest położony na wysokości 24,4 m n.p.m.

## Ruch dalekobieżny
Leży na linii Nordlandsbanen. Obsługuje północną i środkową część kraju. Stacja przyjmuje sześć par połączeń dziennie do Mosjøen a trzy jadą dalej do Trondheim.

## Obsługa pasażerów
Wiata, parking, 100 m od stacji sklep i bar. Odprawa podróżnych dokonywana jest w pociągu.